# Maison, 18 place Sainte-Anne (Rennes)
La maison, 18 place Sainte-Anne (dite parfois maison des prêtres ou maison des chantres) est un édifice de la commune de Rennes, dans le département d’Ille-et-Vilaine en région Bretagne.

## Localisation
Elle se trouve au centre du département et dans le nord du centre-ville historique de Rennes, au numéro 18 de la place Sainte-Anne.

## Historique
La maison date du XVIe siècle.
Elle est inscrite au titre des monuments historiques depuis le 9 octobre 1962,.